# Janela Indiscreta
Rear Window (bra/prt: Janela Indiscreta) é um filme americano de 1954, dos gêneros suspense e mistério, dirigido por Alfred Hitchcock, e escrito por John Michael Hayes com base no conto "It Had To Be Murder" (1942), de Cornell Woolrich. Originalmente lançado pela Paramount Pictures, o filme é estrelado por James Stewart, Grace Kelly, Wendell Corey, Thelma Ritter e Raymond Burr. Ele foi exibido no Festival de Veneza de 1954.
O filme é considerado por muitos cinéfilos, críticos e estudiosos como um dos melhores de Hitchcock e um dos maiores filmes já feitos. O filme recebeu quatro indicações ao Oscar e foi classificado na 42.ª posição na lista 100 Anos... 100 Filmes do American Film Institute, que elegeu os  melhores filmes estadunidenses, em 1998, e na 48.ª posição na edição de 10.º aniversário. Em 1997, Rear Window foi adicionado ao National Film Registry na Biblioteca do Congresso dos Estados Unidos como sendo "culturalmente, historicamente ou esteticamente significativo".

## Sinopse
Após quebrar a perna, o fotógrafo L. B. "Jeff" Jefferies (James Stewart), está confinado a uma cadeira de rodas em seu apartamento em Greenwich Village para se recuperar. De sua janela dos fundos, ele assiste seus vizinhos: uma exuberante dançarina que ele apelida de "Senhorita Torso"; uma mulher solteira de meia-idade que ele chama de "Senhorita Coração Partido"; um solteiro compositor e pianista de meia-idade; vários casais; uma escultora; e Lars Thorwald (Raymond Burr), vendedor de jóias ambulante e sua esposa acamada.
Sua namorada, a socialite (Grace Kelly), o visita regularmente, assim como a enfermeira. Uma noite, Jeff ouve uma mulher gritar, e depois o som de vidro quebrando. Mais tarde, ele observa Thorwald deixando seu apartamento, e fazendo repetidas viagens carregando sua mala de amostras. Na manhã seguinte, Jeff percebe que a mulher de Thorwald sumiu, e então vê Thorwald limpando uma grande faca e um serrote. Mais tarde, Thorwald amarra um grande baú com uma corda grossa e uma companhia de mudanças a leva embora. Jeff discute tudo isso com Lisa e com Stella.
Jeff, convencido de que Thorwald assassinou sua esposa, relata isso ao seu amigo Tom Doyle (Wendell Corey), detetive da Polícia, que investiga mas não encontra nada de suspeito.

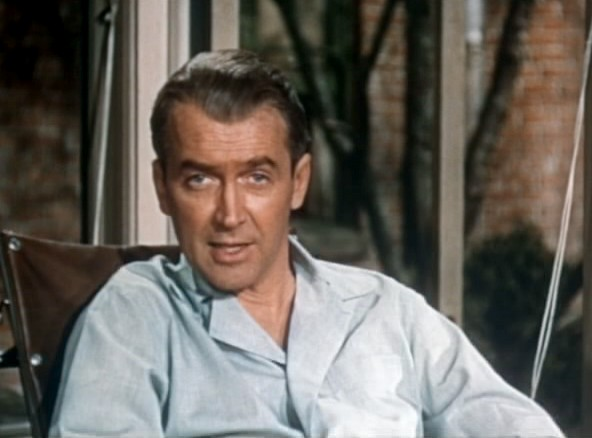
James Stewart como L. B. Jeffries

Logo depois, o cão de um vizinho é encontrado morto. Todos os vizinhos correm para as suas janelas para ver o que está acontecendo, exceto Thorwald. Certo de que Thorwald é culpado, Jeff acredita que Thorwald tenha enterrado algo no canteiro de flores, e matou o cachorro para pará-lo de cavar lá.
Quando Thorwald sai, Lisa e Stella cavam nas flores; porém não encontram nada. Lisa então escala a escada de incêndio e entra no apartamento de Thorwald por uma janela aberta. Quando Thorwald retorna e agarra Lisa, Jeff chama a polícia, que chega a tempo de salvá-la, prendendo-lhe. Thorwald nota a presença de Jeff quando vê Lisa balançando seu dedo com o anel de casamento da Sra. Thorwald para Jeff ver.
Jeff telefona para Doyle e deixa uma mensagem urgente. Stella vai à delegacia para pagar a fiança de Lisa. O telefone de Jeff toca, ele pensa ser Doyle, e diz que o suspeito deixou o apartamento. Quando ninguém responde, ele percebe que é Thorwald. Quando Thorwald entra em seu apartamento, Jeff repetidamente acende o flash de sua câmera, cegando Thorwald temporariamente. Thorwald agarra Jeff e consegue empurrá-lo a beira janela aberta, enquanto Jeff grita por ajuda. Agentes da polícia entram no apartamento quando ele cai da janela; outros oficiais amortecem sua queda, antes dele cair no chão. Thorwald confessa tudo à polícia logo depois.
Poucos dias depois, Jeff repousa em sua cadeira de rodas, agora com gesso em ambas as pernas. Lisa está, aparentemente, lendo O livro Além dos Altos Himalaias. Assim que Jeff adormece, Lisa larga o livro e, feliz, abre uma revista de moda.

## Elenco

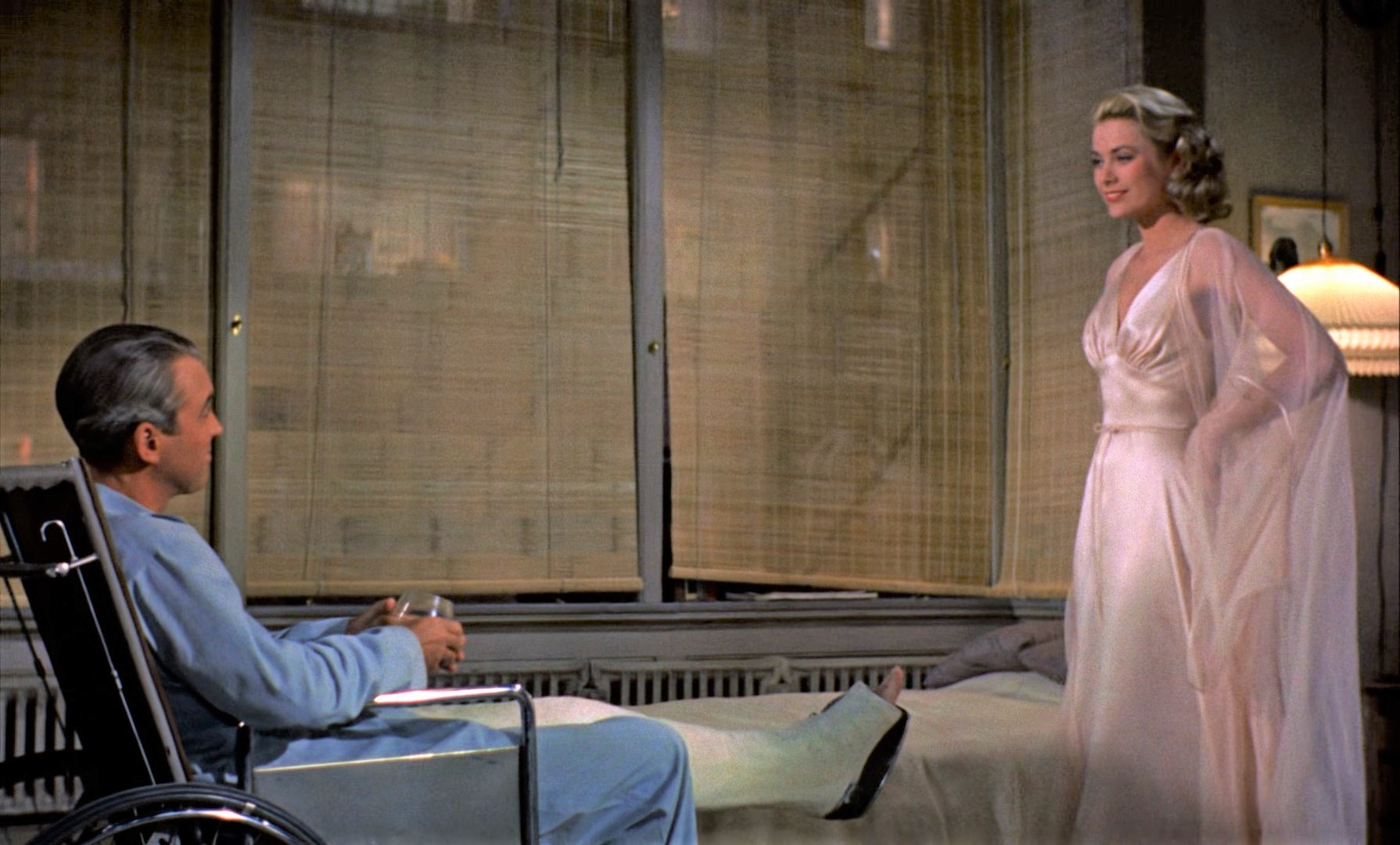
James Stewart e Grace Kelly em Rear Window

- James Stewart .... L. B. Jeffries (Jeff)
- Grace Kelly .... Lisa Carol Fremont
- Wendell Corey .... tenente Thomas J. Doyle
- Thelma Ritter .... Stella
- Raymond Burr .... Lars Thorwald
- Judith Evelyn .... Srta. Lonelyheart
- Ross Bagdasarian .... Compositor
- Georgine Darcy .... Srta. Torso
- Frank Cady e Sara Berner .... casal morando acima dos Thorwald, com seu cachorro
- Jesslyn Fax .... Srta. problema auditivo
- Rand Harper and Havis Davenport .... o casal recém casado
- Irene Winston .... Sra. Anna Thorwald

Não creditados
- Gig Young .... Voz doe ditor de Jeff ao telefone (não creditado)
- Harry Landers .... Convidado da Srta. Lonelyhearts (não creditado)
- Ralph Smiles .... Carl, o garçom (não creditado)

Nota sobre o elenco
- O diretor Alfred Hitchcock faz sua tradicional aparição, no apartamento do compositor, onde é visto ajustando a hora em um relógio.

## Produção
O filme foi inteiramente rodado nos estúdios da Paramount, incluindo um enorme set em um dos estúdios. Houve também um cuidadoso uso de som, incluindo sons naturais e música à deriva no pátio do edifício em frente ao apartamento de James Stewart. Em certo ponto, a voz de Bing Crosby pode ser ouvida cantando "To See You Is to Love You", originalmente do filme da Paramount de 1952 Road to Bali. Também ouvidos na trilha sonora estão versões de canções de Nat King Cole ("Mona Lisa", 1950) e de Dean Martin ("That's Amore", 1952), popularizadas no início da década, juntamente com segmentos de música de Leonard Bernstein para o ballet de Jerome Robbins Fancy Free (1944), a canção de Richard Rodgers "Lover" (1932), e "M'appari tutt'amor" da ópera de Friedrich von Flotow Martha (1844), a maioria pegos emprestados da produtora musical da Paramount, Famous Music.
Hitchcock usou a figurinista Edith Head em todos os seus filmes da Paramount.
Embora o veterano compositor de Hollywood Franz Waxman seja creditado com a música para o filme, suas contribuições se limitaram aos créditos de abertura e de encerramento e à melodia de piano ("Lisa"), escrita por um dos vizinhos no filme, um compositor (Ross Bagdasarian). Esta foi a trolha sonora final de Waxman para Hitchcock. O diretor usou principalmente sons "diegéticos"—sons resultantes da vida normal dos personagens—ao longo do filme.

## Recepção
Uma "estreia mundial beneficente" para o filme, com o comparecimento de oficiais das Nações Unidas e de "membros proeminentes do mundo social e do entretenimento", foi realizada em 4 de agosto de 1954, no Teatro Rivoli, em Nova York, com os rendimentos sendo doados à Fundação América-Coreana (uma organização de ajuda fundada logo após o fim da Guerra da Coréia e presidida pelo irmão do presidente Eisenhower).
O filme ganhou um estimado de US$5,3 milhões nas bilheterias norte-americanas em 1954.
O filme recebeu críticas esmagadoramente positivas dos críticos e é considerado um dos melhores filmes de Hitchcock. No site Rotten Tomatoes, o filme tem sido universalmente elogiado, conquistando uma avaliação de 100% certified fresh, baseada em 61 avaliações, com o consenso afirmando que "Hitchcock exerceu pleno potencial de suspense nesta obra-prima."
O crítico Bosley Crowther, do The New York Times assistiu à estreia beneficente e em sua crítica chamou o filme de um "exercício tenso e emocionante" e Hitchcock um diretor cujo trabalho tem um "máximo de fomentação até o soco, um máximo de enganações e incidentes cuidadosamente engenhados enganadores para distrair e divertir." Crowther também observa: "O filme do Sr. Hitchcock não é 'significativo'. O que ele tem a dizer sobre as pessoas e a natureza humana é superficial e simplista. Mas de fato ele expõe muitas facetas da solidão da vida na cidade e tacitamente demonstra o impulso da curiosidade mórbida. O objetivo dele é sensação, e isso ele geralmente fornece no colorido de seus detalhes e na enchente de ameaça perto do fim."
A revista Time chamou-lhe de "possivelmente ao segundo filme mais divertido (depois de The 39 Steps) já feito por Alfred Hitchcock" e um filme em que "nunca há um instante ... em que o Diretor Hitchcock não esteja na direção e no controle magistral de seu material." A mesma crítica também afirmou que "ocasionais lapsos estudados de gosto e, mais importante, a sensação estranha que um público de Hitchcock tem de reagir de forma tão cuidadosamente prevista a ponto de parecer praticamente preordenado." A revista Variety chamou o filme de "um dos melhores thrillers de Alfred Hitchcock" que "combina habilidades técnicas e artísticas de uma forma que torna esta uma incomumente boa obra do entretenimento de mistério do assassinato."
Quase 30 anos depois do lançamento inicial do filme, Roger Ebert analisou o re-lançamento feito pela Universal em outubro de 1983, depois de resolvidas as questões legais com o testamento de Hitchcock. Ele disse que o filme "desenvolve uma linha tão limpa, organizada do início ao fim que somos atraídos por ele (e para dentro dele) sem o menor esforço. A experiência não é bem como assistir a um filme, é mais como ... bem, como espionar seus vizinhos. Hitchcock nos fisga logo de cara ... E como Hitchcock nos faz cúmplices do voyeurismo de Stewart, nós vamos juntos nessa empreitada. Quando um homem enfurecido vem rompendo a porta para matar Stewart, nós não conseguimos nos distanciar, porque nós também estávamos espiando, e assim nós compartilhamos a culpa e, de alguma forma, nós merecemos o que está para acontecer com ele."
Rear Window também provou ser popular entre o público. Em agosto de 2016, Rear Window era o 40º filme de maior pontuação no Internet Movie Database, com uma classificação IMDb de 8,5/10; seis posições abaixo do filme de Hitchcock de 1960 Psycho, que também tem classificação de 8,5/10.

### Prêmios e indicações
| Data da cerimônia                    | Premiação                                  | Categoria                           | Indicado(s)        | Resultado |
| ------------------------------------ | ------------------------------------------ | ----------------------------------- | ------------------ | --------- |
| 22 de agosto a 7 de setembro de 1954 | Festival de Veneza                         | Leão de Ouro                        | Alfred Hitchcock   | Indicado  |
| 20 de dezembro de 1954               | National Board of Review Awards            | Melhor Atriz                        | Grace Kelly        | Venceu    |
| Janeiro de 1955                      | NYFCC Awards                               | Melhor Atriz                        | Grace Kelly        | Venceu    |
| Janeiro de 1955                      | NYFCC Awards                               | Melhor Diretor                      | Alfred Hitchcock   | 2º lugar  |
| 13 de fevereiro de 1955              | DGA Award                                  | Melhor desempenho em Longa Metragem | Alfred Hitchcock   | Indicado  |
| 28 de fevereiro de 1955              | Writers Guild of America Awards            | Drama Americano Melhor Escrito      | John Michael Hayes | Indicado  |
| 10 de março de 1955                  | BAFTA Award                                | Melhor Filme                        | Rear Window        | Indicado  |
| 30 de março de 1955                  | Oscar                                      | Melhor Diretor                      | Alfred Hitchcock   | Indicado  |
| 30 de março de 1955                  | Oscar                                      | Melhor Roteiro Adaptado             | John Michael Hayes | Indicado  |
| 30 de março de 1955                  | Oscar                                      | Melhor Fotografia - Cor             | Robert Burks       | Indicado  |
| 30 de março de 1955                  | Oscar                                      | Melhor Mixagem de Som               | Loren L. Ryder     | Indicado  |
| 21 de abril de 1955                  | Edgar Allan Poe Awards                     | Melhor Roteiro de Filme             | John Michael Hayes | Venceu    |
| 18 de novembro de 1997               | National Film Preservation Board           | National Film Registry              | Rear Window        | Venceu    |
| 2002                                 | Online Film & Television Association Award | OFTA Film Hall of Fame — Filme      | Rear Window        | Venceu    |

## Análise
Em seu livro, Alfred Hitchcock "Rear Window", John Belton aborda as questões subjacentes de voyeurismo, patriarcado e feminismo que são evidentes no filme. Ele afirma que "a história de "Rear Window é "sobre" espetáculo, ela explora o fascínio com olhar e a atração daquilo que está sendo olhado."
Voyeurismo
John Fawell observa, no livro de Dennis Perry, Hitchcock and Poe: The Legacy of Delight and Terror, que Hitchcock "reconheceu que o aspecto mais sombrio do voyeurismo...é o nosso desejo de que coisas terríveis aconteçam para as pessoas... para nos fazer sentir melhor e nos aliviar do fardo de examinar nossas próprias vidas". O Mestre do Terror desafia o público, forçando-os a espiar pela sua janela indiscreta e a se exporem, como dito por Donald Spoto em seu livro de 1976, The Art of Alfred Hitchcock: Cinquenta anos de suas filmagens, ao "contágio social" de atuar como voyeur.
Em um exemplo explícito de condenação ao voyeurismo, a personagem Stella expressa sua indignação com os hábitos voyeuristas de Jefferies, dizendo: "Nos velhos tempos, eles arrancariam seus olhos com um ferro em brasas" e "O que as pessoas deveriam fazer é sair lá fora e olhar para dentro, pra variar".
Uma cena do filme retrata os efeitos positivos e negativos do voyeurismo. Impulsionada pela curiosidade e pela incessante observação, com Jeffries olhando de sua janela, Lisa entra de fininho no apartamento de Thorwald, no segundo andar, procurando por indícios e é pega por ele. Jeffries está em óbvia ansiedade e fica tomado pelo pânico quando vê Thorwald entrar no apartamento e perceber a posição irregular da bolsa sobre a cama. Jeffries se mexe ansiosamente em sua cadeira de rodas e agarra sua câmera objetiva para ver o desenrolar da situação, eventualmente chamando a polícia porque Miss Lonelyhearts está pensando em suicídio, no apartamento vizinho. Tremendo, Jeffries observa Lisa no apartamento de Thorwald em vez de ficar de olho na mulher prestes a cometer suicídio. Thorwald desliga as luzes, cortando o único meio de comunicação e de proteção de Jeffries para com Lisa; Jeffries segue prestando atenção ao apartamento completamente escuro de Thorwald, em vez do da Miss Lonelyhearts. A tensão que Jeffries sente é insuportável e agudamente angustiante quando ele percebe que ele é responsável por Lisa agora que ele não pode vê-la. A polícia vai para o apartamento de Thorwald, as luzes piscam e se acendem, e o perigo que Lisa corria cessa temporariamente. Embora Lisa seja levada para a prisão, Jeffries fica completamente hipnotizado por suas ações destemidas.
Em uma análise mais aprofundada, a evolução positiva de Jeffries, compreensivelmente, seria impossível sem o voyeurismo - ou como Robin Wood coloca em seu livro de 1989, Hitchcock's Films Revisited, "a entrega à curiosidade mórbida e as conseqüências dessa entrega".

## Legado
Em 1997, Rear Window foi selecionado para preservação no National Film Registry dos Estados Unidos pela Biblioteca do Congresso como sendo "culturalmente, historicamente ou esteticamente significativo". O filme interessou a outros diretores, com seu tema de voyeurismo, e outras regravações do filme surgiram, incluindo o filme de Brian DePalma de 1984 Body Double e o filme de Phillip Noyce de 1993 Sliver.
Rear Window foi restaurado pela equipe de Robert A. Harris e James C. Katz para o seu re-lançamento cinematográfico de 1999 (utilizando impressões em Technicolor transferidas com corante, pela primeira vez na história deste título) e para a Edição de Colecionador do DVD em 2000.
O American Film Institute incluiu o filme como o #42 em sua Lista dos 100 Melhores Filmes Americanos 100 Anos... 100 Filmes, como o #14 na lista dos 100 Melhores Suspenses 100 Years... 100 Suspenses, como o #48 na Edição de 10 anos da Lista dos 100 Melhores Filmes Americanos 100 Anos... 100 Filmes (Edição de 10º Aniversário) e como o #3 na lista AFI's 10 Top 10 (Mistérios).
A propriedade dos direitos autorais da história original de Woolrich foi finalmente julgada na Suprema Corte dos Estados Unidos sob a lei Stewart v. Abend, citação de caso 495 USA 207 (1990). Os direitos autorais do filme foram comprados em 1954 pela Patrono Inc., produtora criada por Hitchcock e Stewart. Como resultado, os bens de Stewart e Hitchcock acabaram envolvidos no caso da Suprema Corte, e Sheldon Abend tornou-se um dos produtores do remake de 1998 de Rear Window.
Rear Window é um dos diversos filmes de Hitchcock originalmente lançados pela Paramount Pictures, dos quais Hitchcock retinha os direitos autorais, e que foi posteriormente adquirido pela Universal Studios em 1983, do espólio de Hitchcock.
Rear Window tem sido repetidamente re-contado, parodiado, ou referenciado.

### Filme
- O roteirista australiano Everett De Roche e o diretor Richard Franklin (conhecido como o "Alfred Hitchcock da Austrália"), ambos colaboraram em Roadgames, que é descrito como "Rear Window que se passa em um veículo em movimento".
- Paranoia (2007) é uma releitura moderna, com o protagonista (Shia LaBeouf) em prisão domiciliar em vez de acamado com uma perna quebrada, e que acredita que seu vizinho seja um serial killer em vez de ter cometido um único assassinato. Em 5 de Setembro de 2008, a Sheldon Abend Trust processou Steven Spielberg, DreamWorks, Viacom e Universal Studios, alegando que os produtores de Paranóia violaram os direitos autorais da história original de Woolrich de propriedade da Abend.[18] Em 21 de setembro de 2010, o Tribunal Distrital dos EUA no caso Abend v. Spielberg, 748 F.Supp.2d 200 (S.D.N.Y. 2010), decidiu que Paranóia não violara a história originalde Woolrich.[19]

### Televisão
- O set do filme serviu de base para um esquete cômico em um episódio de 2009 do programa Saturday Night Live. O esquete teve participação de Jason Sudeikis como James Stewart e January Jones como uma flatulenta Grace Kelly cuja persistente flatulência tornou impossível terminar a filmagem da cena. Bobby Moynihan também participou como Alfred Hitchcock.[20]
- Rear Window foi refeito como um filme de televisão de mesmo nome em 1998, com um enredo atualizado em que o personagem principal é um paralitico que vive em uma casa high-tech cheia de tecnologia assistiva. O ator Christopher Reeve, que de fato tornou-se paralitico como resultado de um acidente de equitação em 1995, foi escalado para o papel principal. O telefilme também era estrelado por Daryl Hannah, Robert Forster, Ruben Santiago-Hudson e Anne Twomey. Ele foi ao ar em 22 de novembro de 1998 na rede de televisão ABC.
- Os Simpsons fez uma paródia de Rear Window no episódio Bart na Escuridão, que ocorre durante o verão. Os Simpsons compram uma piscina e depois Bart quebra uma perna, obrigando-o a passar o tempo em seu quarto com a perna engessada. Como Jeff em Rear Window, Bart usa um telescópio e observa os moradores de Springfield da janela de seu quarto. Ele suspeita que Ned Flanders tenha ssassinado sua esposa Maude, mas acaba descobrindo que Ned matou a planta de Maude por acidente.[21]
- That '70s Show fez uma paródia de Rear Window, juntamente com outros filmes de Hitchcock, na 3 ª temporada, episódio 4 "Too old to trick or treat, too young to die" (originalmente exibido em 31 de outubro de 2000).[22]
- Os Flintstones satirizou Rear Window na 2 ª temporada, episódio 4 de "Fred, o Detetive".
- O 100º episódio de Castle, 5ª temporada episódio 19 "The Lives of Others" foi uma paródia com um lesionado Richard Castle confinado em seu apartamento, e fica obcecado após testemunhar o que ele acredita ser um assassinato, mas é na verdade uma pegadinha feita pelos seus amigos e família para comemorar seu aniversário.
- O episódio de White Collar chamado "Neighborhood Watch" pegou emprestado vários temas de Rear Window.[23]
- O primeiro episódio da série britânica de comédia My Life in Film foi uma paródia do filme.
- O episódio 5x13 "How The A Stole Christmas" da série Pretty Little Liars faz uma clara referência ao filme. Em uma das cenas, Hanna e Spencer vão investigar a casa de Alison enquanto Toby, que está com uma perna quebrada, observa-as da casa de Spencer com uma câmera. Ao ver "A" dentro da casa, Toby tenta sinalizar com o flash para que Hanna saia do local da mesma forma que Jeff sinaliza para Lisa.
- Um episódio da série britânica The Detective, também intitulado "Rear Window", fez uma paródia do filme, com um dos protagonistas em cadeira de rodas depois de um acidente e convencido de que um vizinho é culpado de assassinato.
- O episódio de Psych "Sr. Yin Apresenta" fez referência aos temas de "Rear Window" quando o Sr. Yin escala Shawn como "Jefferies." Shawn faz uma imitação de James Stewart antes de tomar o seu lugar numa cadeira de rodas com vista para toda a ação. Shawn, em seguida, responde a Gus "Gus é Rear Window, eu posso ver todos vocês eu posso ver tudo, a questão é o que realmente importa."
- O episódio de Raising Hope "Murder, ele esperava" parodia Rear Window, bem como vários outros filmes de Hitchcock.

### Literatura
A história curta de Nova Ren Suma "The Birds of Azalea Street", na antologia Slasher Girls and Monster Boys, é mencionada como sendo parcialmente inspirada em Rear Window.

## Home media
Rear Window foi re-lançado em DVD em 4 de setembro de 2012, pela Universal Studios Home Entertainment, como um DVD widescreen de Região 1, com os itens disponíveis no lançamento de 2001 e no formato Blu-ray em 6 de maio de 2014, com os extras um pouco estendidos.